# Malijai
Malijai ist eine Gemeinde mit 2019 Einwohnern (Stand 1. Januar 2022) im Département Alpes-de-Haute-Provence in der Region Provence-Alpes-Côte d’Azur in Südfrankreich. Sie gehört zum Arrondissement Digne-les-Bains und zum Kanton Digne-les-Bains-2.

## Geographie
Die angrenzenden Gemeinden sind
- Mirabeau im Nordosten,
- Le Chaffaut-Saint-Jurson im Osten,
- Saint-Jeannet im Südosten,
- Puimichel im Süden,
- Les Mées im Südwesten,
- L’Escale im Nordwesten.

Der Dorfkern liegt auf 428 m und wird von der Route Napoléon passiert, die dort mit der Route nationale 85 identisch ist.

## Geschichte
Eine frühe Erwähnung der Ortschaft stammt aus dem Jahr 1272 unter dem Namen „Malijacio“. Später trug die Siedlung den lateinischen Namen „Male jactus“.
1876–1989 war die Eisenbahnlinie Saint-Auban – Digne-les-Bains in Betrieb, die auch Malijai passierte.

### Bevölkerungsentwicklung
| Jahr      | 1962 | 1968 | 1975 | 1982 | 1990 | 1999 | 2006 | 2012 |
| --------- | ---- | ---- | ---- | ---- | ---- | ---- | ---- | ---- |
| Einwohner | 841  | 988  | 1419 | 1578 | 1703 | 1628 | 1863 | 1976 |

## Sehenswürdigkeiten
- Schloss Malijai, Monument historique
- Kirche Saint-Florent

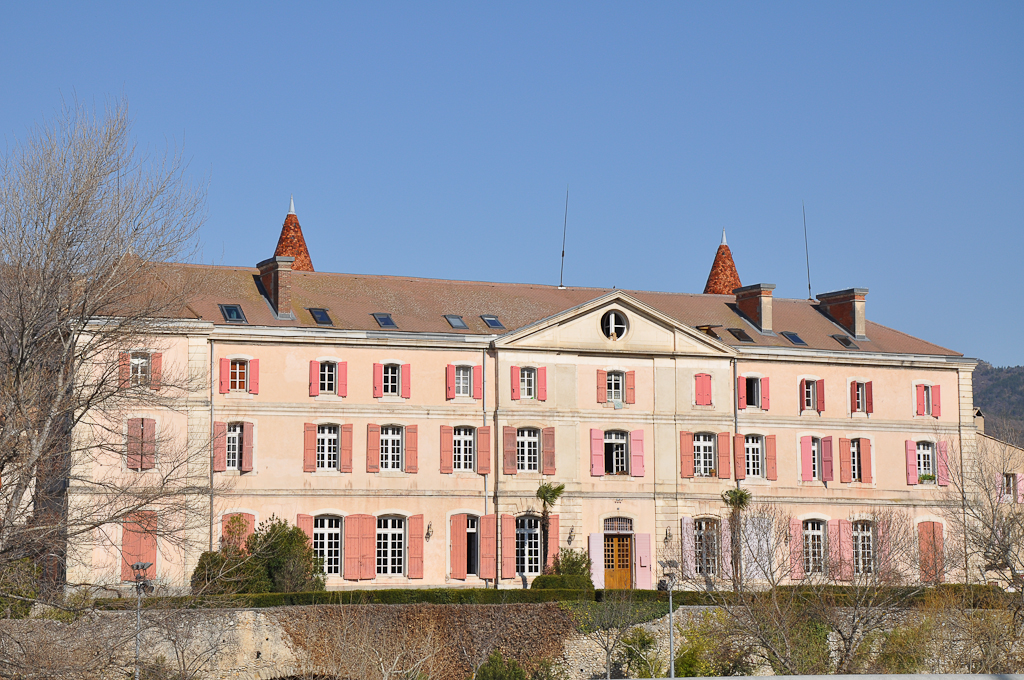
Schloss Malijai
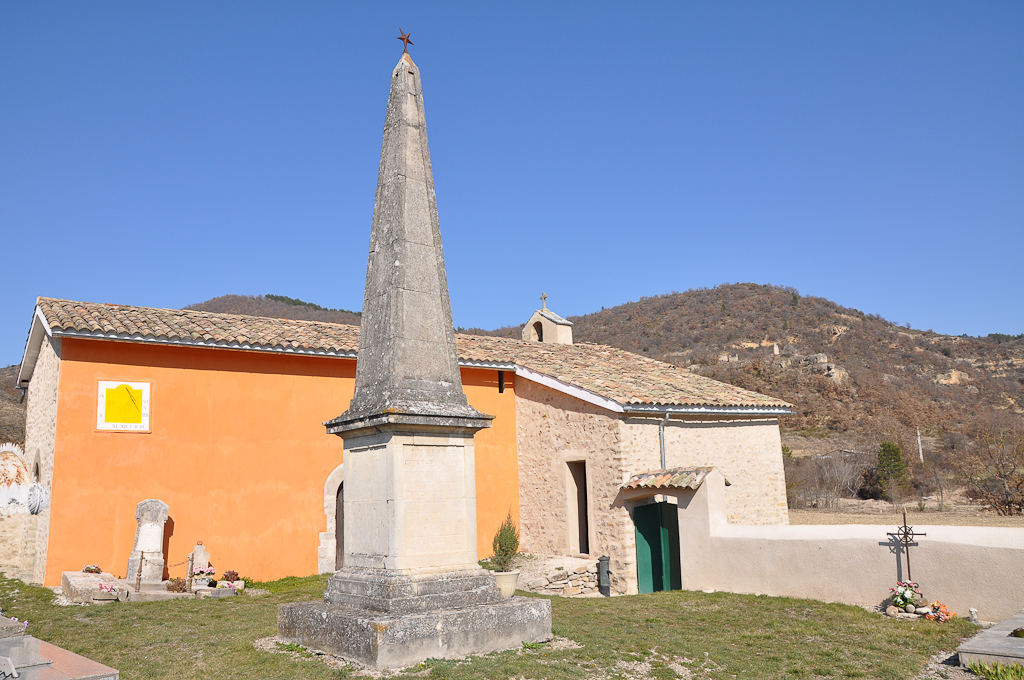
Friedhofskapelle
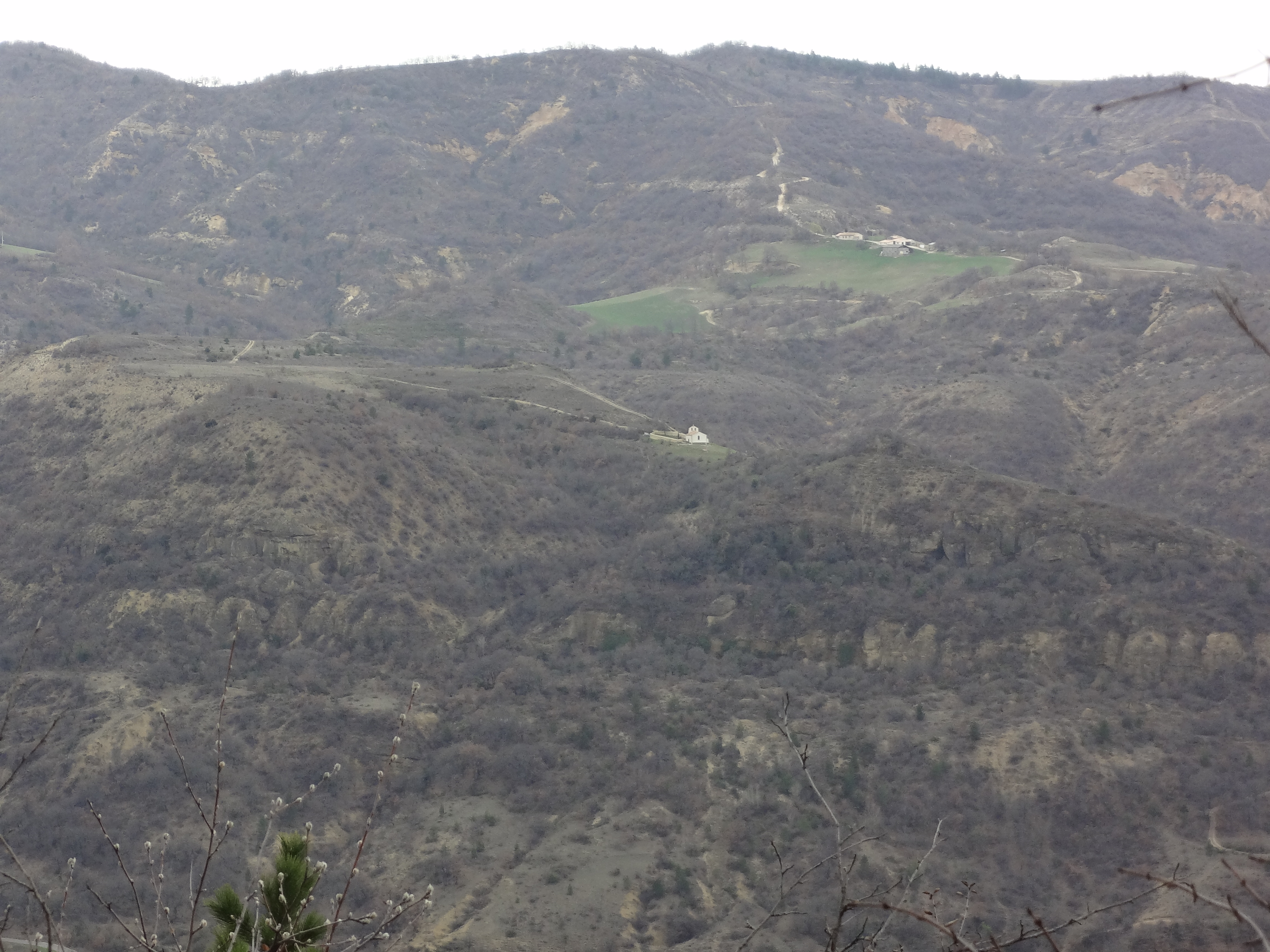
Kirche Saint-Florent